# Ал-Каусар
Сура Ал-Каусар (Арабски: سورة الكوثر), позната още като „Изобилие“ и „Реката на изобилието“, е 108-а и най-къса сура в Корана.

## Низпославане
Има няколко различни разказа за обстоятелствата, при които е била низпослана сурата. Според Ибн Ишак, тя е била низпослана в Мека малко преди Нощното пътуване, когато Аас ибн Уаил ас-Сахми казал за Мохамед, че „той е отрязан човек, и е без значение и ако бъде унит, ще бъде забравен;“ други казват, че е била низпослана заради Каб ибн ал-Ашраф (според ал-Базар), или (според Атаа) заради Абу Лахаб, когато казал, след като синът на Мохамед умрял, че Мохамед ще бъде забравен, след като няма синове. Според Анас ибн Малик сурата е низпослана, докато Мохамед дремел сред сподвижниците си. Когато сурата била низпослана, той се усмихнал.

## Относно
Според традицията „Ал-Каусар“ (от корен, означаващ „река в рая“), дума само веднъж срещана в Корана, е името на река в рая. В Деня на Страшния съд всички, които истински вярвали в Аллах, ще бъдат закарани до Ал-Каусар, ще отпият само по веднъж и повече никога няма да изпитат жажда или глад.
Според шиитите „Каусар“ е прозвище на Фатима Зар.